# Оборона Мазаграна
Оборона Мазаграна (фр. Siège de Mazagran (1840)) или Битва при Мазагране — сражение, произошедшее в 1840 году во время французского завоевания Алжира.

## Предпосылки
Успешная борьба Абд аль-Кадира с наступлением французских колониальных войск привела к тому, что Франция была вынуждена заключить мирный договор. Это произошло в Тафне 30 мая 1837 года.
В октябре 1839 года Францией была предпринята экспедиция «Железные ворота» с целью укрепить своё влияние в регионе, что было расценено аль-Кадиром как нарушение мирного договора. 18 ноября 1839 года война была возобновлена.

## Ход сражения
Зимой 1840 года командир французского гарнизона в Мостаганеме, подполковник дю Барай, отдал приказ капитану Лельевру с 122 бойцами 10-й роты Африканского батальона занять небольшую крепость в городе Мазагран. Французы прибыли туда 1 февраля. Войска халифа Маскары, Мустафы бен Тами, начали подходить к городу вечером того же дня (по другим источникам — на следующий день). Бен Тами знал, что здесь есть источник воды; поэтому он решил начать штурм 2 февраля.
Силы арабов в основном состояли из кавалерии и пехоты, также они располагали двумя 8-фунтовыми пушками, но, судя по всему, не сумели использовать их эффективно. Дисциплинированный гарнизон смог отбить все атаки. Когда осталось всего 10 000 патронов, капитан Лельевр предложил своим людям продолжать бой до тех пор, пока не закончатся боеприпасы, а затем взорвать бочку с порохом. Его люди с энтузиазмом поддержали это предложение. Оборона продолжалась еще два дня, пока не подошли подкрепления, высланные дю Бараем. Алжирцы, понёсшие довольно большие потери, были вынуждены отступить.

## Результаты
Гарнизон Мазаграна выстоял, эти события получили во Франции преувеличенно широкую огласку. Капитан Лельевр был награждён Орденом почётного легиона. На Елисейских Полях была возведена копия форта, а правительство выпустило в честь битвы памятную медаль. Несколько муниципалитетов назвали улицы Рю де Мазагран в память об этом подвиге.